# Hoogovenstoernooi 1999
Het Hoogovenstoernooi 1999 was een schaaktoernooi dat plaatsvond in het Nederlandse Wijk aan Zee van 16 t/m 31 januari 1999. Het toernooi werd gewonnen door Garri Kasparov, mede door een fabuleuze partij tegen Topalov. In dit "meesterwerk" (volgens diverse grootmeesters) valt onder meer het zorgvuldig voorbereide torenoffer op d4 in de 24e zet op (diagram rechtsonder).

## Eindstand

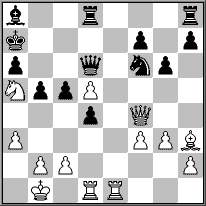
Kasparov - Topalov (1999)

| Nr.    | Speler              | Rating | Punten |
| ------ | ------------------- | ------ | ------ |
| Goud   | Garri Kasparov      | 2812   | 10     |
| Zilver | Viswanathan Anand   | 2784   | 9½     |
| Brons  | Vladimir Kramnik    | 2751   | 8      |
| 4      | Ivan Sokolov        | 2610   | 7      |
| 4      | Aleksej Sjirov      | 2726   | 7      |
| 4      | Jan Timman          | 2649   | 7      |
| 4      | Jeroen Piket        | 2609   | 7      |
| 8      | Pjotr Svidler       | 2713   | 6½     |
| 8      | Vassily Ivanchuk    | 2714   | 6½     |
| 10     | Veselin Topalov     | 2700   | 6      |
| 11     | Rustam Kasimdzjanov | 2595   | 5      |
| 12     | Loek van Wely       | 2636   | 4½     |
| 13     | Alexey Yermolinskiy | 2597   | 4      |
| 14     | Dimitri Reinderman  | 2542   | 3      |